# Diomedea amsterdamensis
L'albatro di Amsterdam (Diomedea amsterdamensis Roux et al., 1983) è un grosso albatro che nidifica solamente sul Plateau des Tourbières nell'Isola Amsterdam (Territori Australi Francesi), situata nell'Oceano Indiano meridionale. Descritto per la prima volta solamente nel 1983, i primi scopritori lo ritennero una sottospecie di albatro urlatore. È un grande albatro dal piumaggio bruno, a differenza di quello di quasi tutti i membri del suo genere, che è bianco. Pesa 4,8–8 kg, è lungo 107–122 cm ed ha un'apertura alare di 280–340 cm.
Fin dalla sua scoperta è stato classificato come una specie in pericolo. Nel 1983 vi erano solamente 5 coppie riproduttrici, ma grazie agli interventi di conservazione il loro numero è stato portato a 18-25. La popolazione totale è stimata a 130 esemplari, dei quali solo 80 sono adulti.

## Riproduzione
L'albatro di Amsterdam si riproduce ogni due anni su terreni paludosi. Entrambi i genitori covano l'uovo per 80 giorni, dandosi il cambio ogni settimana. Il pulcino viene covato ancora per un mese e diventa in grado di volare all'età di 230 giorni. All'inizio viene nutrito dai genitori ogni tre giorni: in seguito questo intervallo si dilata sempre più. Quando raggiunge il picco di peso è molto più pesante dei genitori, ma consuma le riserve extra durante i primi tentativi di volo. Dopo aver imparato a volare, il giovane esemplare rimane in mare per circa 5 anni prima di tornare alla colonia e iniziare a riprodursi qualche anno dopo il suo ritorno. Il corteggiamento è molto simile a quello dell'albatro urlatore.

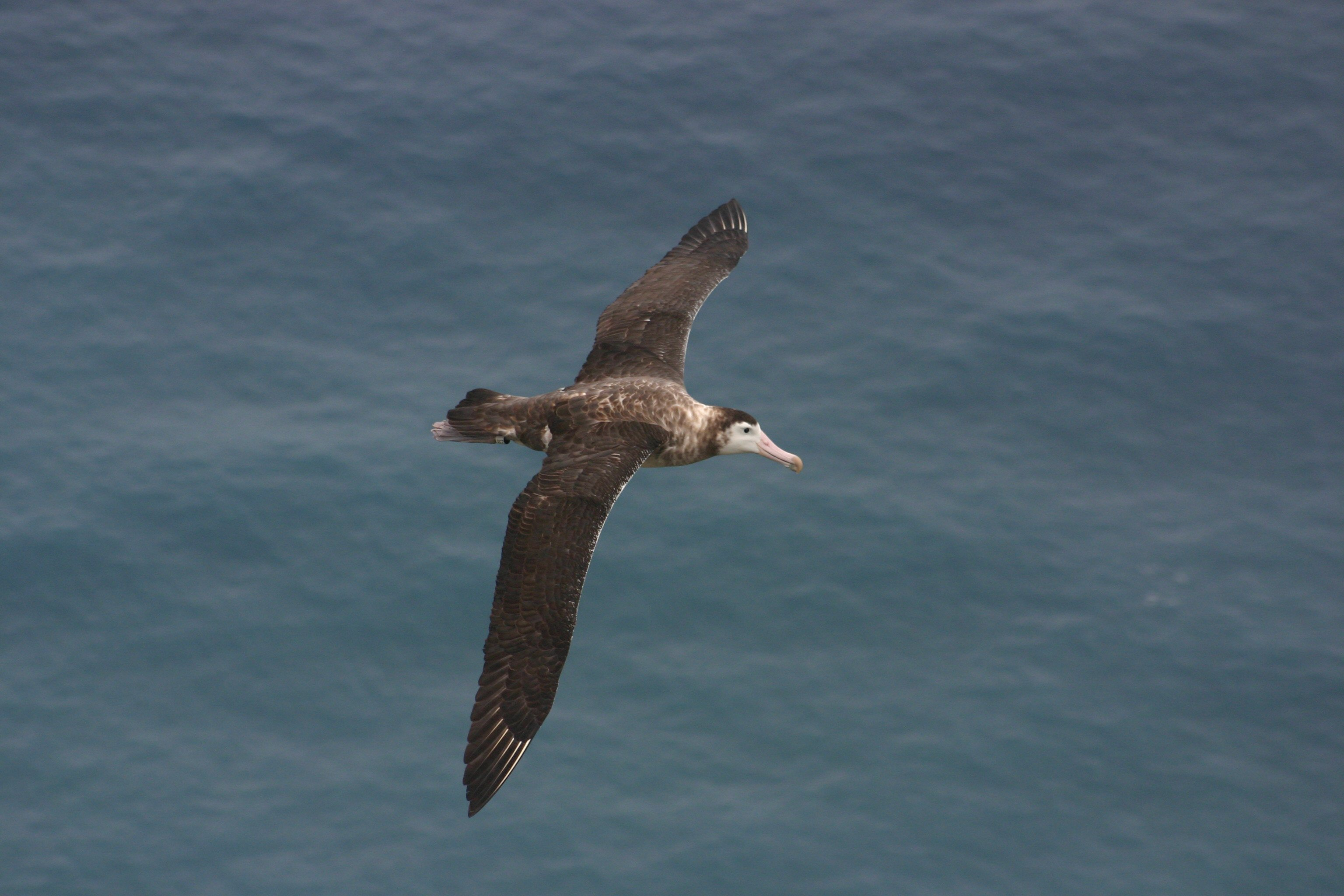
Un adulto in volo; da notare lo scuro piumaggio tipico della specie.

A causa della sua rarità, la dieta e la distribuzione di questo albatro non sono note con certezza. Sappiamo solamente che nel periodo di cova gli esemplari che devono nutrire il piccolo coprono lunghe distanze attraverso l'Oceano Indiano, spingendosi anche a 2400 km di distanza dal nido.

## Conservazione
L'isola dove si riproduce l'albatro di Amsterdam è divenuta un luogo pericoloso per questo uccello in seguito all'introduzione di gatti rinselvatichiti; è proprio per questo motivo che la Lista Rossa della IUCN lo classifica come specie in pericolo critico. È probabile tuttavia che anche la pesca col palamito abbia contribuito al declino della specie.